# هيربينهين
هيربينهين (بالفرنسية: Herbinghen)‏ هي بلدية تقع في إقليم باد كاليه من منطقة نور با دو كاليه في شمال فرنسا. تبلغ مساحة هذه المدينة 4.31 (كم²)، وترتفع عن سطح البحر 95 م، يبلغ عدد سكانها 349 نسمة حسب إحصاء المعهد الوطني للإحصاء والدراسات الاقتصادية سنة 2009 م. وترأس Hubert Gest البلدية خلال فترة (2008-2014).